# Bell Challenge 2006
Il Bell Challenge 2006 è stato un torneo di tennis giocato sul cemento indoor. È stata la 14ª edizione del Bell Challenge, che fa parte della categoria Tier III nell'ambito del WTA Tour 2006. Si è giocato al PEPS sport complex di Québec in Canada, dal 30 ottobre al 5 novembre 2006.

## Campionesse

### Singolare
Marion Bartoli ha battuto in finale  Ol'ga Pučkova con il punteggio di 6–0, 6–0

### Doppio
Carly Gullickson /  Laura Granville hanno battuto in finale  Jill Craybas /  Alina Židkova con il punteggio di 6–3, 6–4